# Qànsawh al-Ghawrí
Al-Màlik al-Àixraf Qànsawh al-Ghawrí (àrab: الملك الأشرف قانصوه الغوري, al-Malik al-Axraf Qānṣawh al-Ḡawrī), més conegut simplement com al-Àixraf Qànsawh al-Ghawrí o com Qànsawh al-Ghawrí, (1439-1516) fou soldà mameluc de la dinastia burjita (1501-1516). Era mameluc del sultà Qàït-bay i es va formar a l'escola militar d'al-Ghawr de la que va adoptar la seva nisba.

## Primers anys
El 1481/1482 fou nomenat governador de l'Alt Egipte i dos anys després emir de deu, rang amb el que va participar en la guerra contra els otomans a la frontera amb Cilícia, sent al mateix temps nàïb (governador) de Tars. El 1489 fou nomenat gran camarlenc (hadjib al-hudjdjab) d'Alep i va reprimir una revolta de la població; fou després governador de Malatya, comandant de la guàrdia i finalment secretari d'estat (1501) d'al-Àdil Sayf-ad-Din Tuman-bay que s'havia proclamat sultà a Damasc.

## Soldanat
El 18-19 d'abril va esclatar una revolta militar al Caire contra Tuman Bay I i es va formar una junta d'emirs d'alt rang que va designar a Qànsawh com a sultà el 20 d'abril de 1501 com a mesura temporal (doncs tenia 60 anys i mai havia destacat a la política). Qànsawh, per assegurar el seu poder va enviar als mamelucs a l'Alt Egipte; el juliol de 1501 va haver de fer front a disturbis dels mamelucs que exigien el pagament habitual quan pujava un sultà un tron. Va fer portar les restes del sultà al-Àixraf Janbalat des d'Alexandria, on havia estat executat, al Caire, on fou enterrat.
Els dos principals emirs que l'havien portat al tron volien influir en el govern; un d'aquestos, Misr Bay, fou arrestat el 28 de juliol de 1501, però va fugir per organitzar una revolució que va fracassar i va morir en la lluita el 21 de març de 1502; l'altra en canvi, Kayt al-Radjabi, va esdevenir el principal conseller de Qànsawh. El 1502 va esclatar una revolta contra Barakat II, el xerif de la Meca, que va durar cinc anys, en què van lluitar les faccions de la Meca i Yanbu, dirigides pels seus germans que el van enderrocar (1503 o 1504).
El 1504 es va revoltar Sibay, el governador d'Alep i el 23 de desembre de 1504 Kayt al-Radjabi fou arrestat acusat de complotar amb Sibay per ser proclamat sultà de Síria. El gener del 1505 Zayn al-Din Barakat ibn Musa, un àrab, fou nomenat muhtasib del Caire i encarregat de les finances de l'estat; el novembre del 1505 es va enviar una flota en ajut de Mahmud Shah I Begra Gudjarati contra els portuguesos. Durant l'any el país va patir una epidèmia de pesta; el mateix 1505 es va reconciliar amb el rebel Sibay i el va nomenar (13 de març de 1506) governador de Damasc, govern que va conservar deu anys fins a la seva mort (en la batalla final contra els otomans). Sibay va haver de lluitar contra els beduïns sempre inquiets, i especialment contra Muhammad ibn al-Hanash el poderós mukaddam de la Bekaa (juny de 1506).
La revolta contra el xerif de la Meca fou sufocada i Barakat II fou restablert al tron (1506/1507). El 1507 va crear una foneria per canons. El maig de 1507 els safàvides van envair el principat de Dhu l-Kadr on Ala al-Dawla Bozkurt donava ara suport als egipcis (inicialment havia estat un protegit otomà que va capgirar aliances); un exèrcit persa de vint mil homes va saquejar Marash; Ala al-Dawla va haver de fugir cap a la muntanya Durna; la ciutat d'Elbistan fou saquejada; els safàvides van destruir pràcticament tots els monuments de la dinastia però finalment foren derrotats prop d'Elbistan. Silbay de Damasc va enviar ajut quan ja els perses s'havien retirat.
El nebot de Qànsawh, Tuman Bay, fou nomenat secretari d'estat l'11 d'octubre de 1507. Qànsawh es va suportar amb Zayn al-Din Barakat ibn Musa i amb Tuman Bay com a principals ministres, perquè cap dels dos li podia representar un perill. Diverses vegades el sultà va exigir als mamelucs jurar fidelitat a la seva persona sobre l'alcorà del califa Uthman ibn Affan.
El seu principal problema era de diners; l'administració estava aturada per manca dels pagaments, i la situació s'havia agreujat per catàstrofes naturals (com la pesta del 1505) i per la dominació dels europeus a la Mediterrània i dels portuguesos a l'oceà Índic i mar Roja. Li era difícil pagar a les tropes que o cobraven amb retard o calia recórrer a impostos especials, confiscació a funcionaris en desgràcia o expropiació de béns de difunts rics; els esforços per millorar l'exèrcit davant l'amenaça otomana i portuguesa feien més feixuga la tasca de trobar diners.
Amb la conquesta d'Ormuz, els lusitans tenien en el seu poder el Golf Pèrsic, i la flota dels mamelucs enviada al Gujarat, manada per Husayn Mushrif al-Kurdi, que s'havia fet forta a Djedda, el gener del 1508 va iniciar l'ofensiva derrotant els portuguesos amb cooperació dels gujaratis en la batalla de Chaul on va morir Lourenço de Almeida. El 3 de febrer de 1509 la flota mameluca, auxiliada per gujaratis i les naus del samorin de Calicut, va patir una derrota a la batalla de Diu i va quedar destruïda en part havent de retirar-se de l'oceà Índic.
El juny de 1508 Sibay va lluitar contra els beduïns Banu Lam de la regió de Kerak que amenaçaven les comunicacions amb l'Hedjaz. El juliol de 1510 Silbay va combatre contra el senyor de l'Hauran Ibn Said. No obstant el 1511 es van establir contactes amistoses tant amb els Banu Lam com amb Ibn Said. El 1511 va crear una unitat militar amb fusells, arma que els mamelucs malbarataven, i va caler formar la unitat amb turcmans, perses, artesans i altres, cosa que va provocar tensió amb els seus propis mamelucs reclutats (djulban). Per construir nous vaixells al golf de Suez va demanar el suport otomà i Baiazet II li va donar fusta, ferro i pólvora, que van arribar a Bulak el gener del 1511.
El 1513 hi va haver una nova epidèmia de pesta. El març/abril d'aquest any els portuguesos van atacar Aden. Qànsawh va nomenar a Husayn Mushrif com a governador de Djedda i va ordenar enviar un exèrcit de mamelucs reials per protegir la flota en construcció però aquestes tropes van sortir amb molt d'endarreriment del Caire (agost del 1515).
El 1514 Qànsawh va casar al seu fill amb una filla de Sibay. El 23 d'agost de 1514 els otomans van obtenir la seva gran victòria contra el safàvida Ismail I a la batalla de Çaldiran Al principi de la campanya, Ala al-Dawla Bozkurt, l'emir de Dhu l-Kadr va saquejar els magatzems otomans matant als guardians, i en 1515 Selim va enviar contra Bozkurt un contingent, que el derrotà i matà el juny de 1515 prop de Marash i el seu cap fou enviat a Qànsawh. Ali Beg, protegit otomà, fou nomenat com a nou emir.
El 1515 hi havia a la ciutat de Suez una flota otomana amb dos mil homes manats per Selman Reis que cooperava amb Husayn Mushrif en una expedició contra els portuguesos quan es va iniciar la guerra. Els seus propis mamelucs reclutes (djulban) es van revoltar el desembre de 1515 en plena activitat prebèl·lica. Sibay de Damasc, i Khayr Bey, governador d'Alep, va tirar en cara a Qànsawh no haver enviat reforços a temps a Dhu l-Kadr. Qànsawh com va poder va reunir un exèrcit per fer una expedició que va sortir del Caire el 18 de maig de 1516, deixant com a virrei (naib al-Ghayba) al seu nebot Tuman Bay (si bé l'administració financera restava en mans de Zaynb al-Din Barakat). L'11 de juliol de 1516 va arribar a Alep on ambaixadors de Selim I li van presentar un missatge conciliador al que va respondre amb una proposta de pau, però realment Selim I no estava per la tasca i l'acord es va revelar impossible; el 24 d'agost de 1516 els dos exèrcits es van enfrontar a Mardj Djabik al nord d'Alep; la deserció de l'ala esquerra, manada pel governador d'Alep Khayr Bey (que es creu que havia entrat en contacte amb Selim I) va trencar les línies otomanes. Kansuh va caure de cavall i va morir (el seu cos no fou trobat) i Sibay va morir igualment al combat. Els mamelucs foren totalment derrotats.
Al Caire fou proclamat el seu nebot Tuman Bay com al-Àixraf Tuman-bay.